# De la Riega
De la Riega es una  variedad cultivar de manzano (Malus domestica) Esta manzana es originaria de Asturias y es una de las 76 variedades de manzana que se incluyen en la D.O.P. Sidra de Asturias. Está cultivada en la colección de manzanos asturianos del SERIDA.

## Sinonimia
- "Manzana De la Riega"[4]

## Características
El manzano de la variedad 'De la Riega' tiene un vigor medio. Silueta de la estructura de ramificación (sistema de formación en eje): 8 a 9. Tipo de fructificación: III-II
Época de inicio de floración (promedio periodo 2005-2009): De floración tardía a intermedia, mediados de la tercera decena de abril.
La variedad de manzana De la Riega tiene un fruto de tamaño pequeño a mediano, con una forma globulosa troncónica o globulosa cónica, con una altura de 64 mm, y una anchura de pequeño a mediano (66-70 mm) o mediano (71-75 mm); con una relación altura-diámetro intermedia de 0,86 a 0,95; posición del diámetro máximo hacia el pedúnculo. Pruina de la epidermis ausente o débil, siendo la textura de la epidermis lisa, estado ceroso de la epidermis ausente o débil; color de fondo de la epidermis verde blanquecino o amarillo verdoso, extensión del sobrecolor alto a medio; color del sobrecolor naranja – marrón con estrías rojo – rosadas, con una intensidad de sobrecolor media, y con una cantidad de "russeting" (pardeamiento áspero superficial que presentan algunas variedades) ausente o muy baja a baja.
Acostillado interior de la cubeta ocular ausente o muy débil; coronamiento final del cáliz también llamado perfil de cubeta es ligeramente ondulado, apertura del ojo es algo abierto o abierto, y tamaño del ojo es mediano; profundidad de la cubeta ocular es de media a poco profunda, y la anchura de la cubeta ocular es de estrecha a media, y la cantidad de "russeting" en cubeta ocular es ausente o muy baja. Longitud de los sépalos son medianos (4-5 mm).
Longitud del pedúnculo corto (11-15 mm), espesor del pedúnculo es de mediano a delgado, profundidad cubeta peduncular es de media a profunda, y la anchura de la cubeta peduncular es ancha, y la cantidad de "russeting" en la cubeta peduncular es media a baja. Relación cubeta ocular-cubeta peduncular es troncónica.
Densidad de las lenticelas medianamente numerosas a escasas, tamaño de las lenticelas es de mediano a pequeño, siendo el color núcleo de la lenticela marrón, con aureola blanca. Color de la pulpa crema o verdoso; apertura de lóculos en sección transversal, están cerrados y algunos algo abiertos o abiertos.
Maduración de finales de octubre a primera decena de noviembre.

## Rendimientos de producción
Producción: Entrada en producción rápida, si no se regula el exceso de carga en los primeros años puede condicionar su potencial productivo que es >25 t/ha. Nivel de alternancia elevado (contrañada).
Rendimiento en mosto (l/100 kg): 65,8 ± 4,4. Azúcares totales (g/l): 88,2 ± 1,8. Acidez total (g/l H2SO4): 4,3 ± 0,4. pH: 3,4 ± 0,2. Fenoles totales (g/l ac. Tánico): 0,9 ± 0,2. Grupo tecnológico: Semi ácido.

## D.O.P.Sidra de Asturias
La Denominación de Origen Protegida (D.O.P.) sidra de Asturias se ha de elaborar exclusivamente con manzanas procedentes de parcelas asturianas inscritas en el “Consejo Regulador de la Denominación de Origen”, que es el organismo oficial que según el artículo 10 del reglamento (CEE 2081/92) acreditado para certificar que una sidra cumpla los requisitos establecidos en su reglamento para ser “Sidra de Asturias”.
En la actualidad (2018) cuenta con 31 lagares, 322 cosecheros y 843 hectáreas registradas y auditadas.

## Sensibilidades
- Oidio: ataque muy débil
- Moteado: ataque muy débil[9]
- Momificado: ataque débil
- Chancro del manzano: ataque muy débil.[5][10]